# 安納塔漢島
安納塔漢島（英語、查莫羅語：Anatahan），是一座位於美屬北馬里亞納群島中的小島。島上的複式火山推斷為於全新世所產生。

## 地理
安納塔漢島的面積為31.21平方公里，島上的覆蓋著許多熱帶植被。

## 安納塔漢島女王事件
安納塔漢島上有一群残留日本人一直不相信日本已经投降，他们直到1951年才全部投降。岛上的32个男人和1个女人一起生活了6年。女人居于特殊地位，而男人为了女人相互残杀。他们回到日本之后该事件引起广泛关注。有根据此事改编的猎奇电影《这才是安纳塔汉岛的事情真相！！》、《安纳汉岛》等。